# Karl Ballmer
Karl Ballmer (* 23. Februar 1891 in Aarau; † 7. September 1958 in Lamone bei Lugano) war ein Schweizer Kunstmaler und philosophierender Schriftsteller.

## Leben
Karl Ballmer wurde als zweites von vier Kindern eines Bankangestellten in Aarau geboren. Nach dem frühen Tod des Vaters 1902 musste die Mutter († 1938) die Familie allein durchbringen. Der Kampf gegen die Armut begleitete ihn von da an zeitlebens.
Die Schulzeit an der Bezirksschule, dann der Kantonsschule Aarau beschrieb Ballmer als «eher trostlos». Als 16-Jähriger bewies er sein Zeichentalent, indem er seinen Gesangslehrer karikierte. Als der Rektor ihm zur Strafe eine Ohrfeige gab, diktierte Ballmer seiner Mutter die Austrittserklärung vom Gymnasium und begann eine Zeichnerlehre bei einem Architekten.
Ballmer setzte den Weg einer künstlerischen Ausbildung fort, zuletzt an der Kunstakademie München, wo er ab Oktober 1910 von Angelo Jank unterrichtet wurde. Von 1913 bis 1914 arbeitete er als Grafiker in Bern und Zürich. Nach Kriegsausbruch war er im Aktivdienst: erst an der Grenze, dann im Pressedienst des Armeestabs in Bern. 1916 verfasste er selbständig Zeitungsartikel und sandte sie an Presseagenturen. Im November wurde er als Redaktor für die «Neue Helvetische Gesellschaft» tätig und hoffte, im Journalismus Fuss zu fassen.
Ende 1916 wurde er wohl durch die Hilfe von Charlot Strasser vom Militärdienst befreit. Er zog von Bern nach Zürich um, wo er 1917 dem Anthroposophen Roman Boos – und durch ihn der Anthroposophie – und seiner späteren Ehefrau Katharina van Cleef (1890–1970) begegnete. Rückblickend sah er darin die Rettung aus seiner Lebenskrise, die ihn offenbar bis an den Rand des Suizids gebracht hatte: «Meine Existenz, seit ich im Frühjahr 1911 von München nach Aarau zurückkehrte, war bis in den Herbst 1918 eine einzige schwerste Krisis. Nicht so sehr, dass mir die Mittel fehlten zu einem ruhigen Studium war der tiefere Grund einer grauenvollen Verzweiflung. Vielmehr war es die Verzweiflung, der menschlichen Existenz, so wie ich sie damals empfand, überhaupt einen tragenden Sinn abzugewinnen… Von 1914 bis 1918 war meine Existenz die schwerste andauernde Selbstvernichtungskrise, mit tödlichen Eingriffen und Attentaten auf die physisch-leibliche Existenz.»
Im Herbst 1918 lernte er Rudolf Steiner kennen. Ballmer sagte später, dass er Steiner buchstäblich sein Leben verdanke, und setzte sein ganzes weiteres Leben für den Versuch ein, die gebildete Welt auf «das Ereignis Rudolf Steiner» – wie er die Anthroposophie nannte – aufmerksam zu machen. Von den Anthroposophen in Dornach, wo Steiner ihn zur Mitarbeit an der künstlerischen Ausgestaltung des ersten Goetheanums gebeten hatte, war Ballmer jedoch offenbar abgeschreckt. Er verliess Dornach Ende 1920, um zu einem selbständigen Urteil über die Anthroposophie zu gelangen, lebte in verschiedenen deutschen Städten und bildete sich autodidaktisch weiter.
Hamburg, wo er sich mit Katharina van Cleef 1922 niederliess, war zu Ballmers Wahlheimat geworden, der er später, nachdem er sie 1938 verlassen musste, nachgetrauert hat. Neben intensiven philosophischen Privatstudien malte er. Die zeitgenössische Künstleravantgarde, die sich in Hamburg gerade als «Hamburgische Sezession» formiert hatte, wurde in dieser Zeit auf ihn aufmerksam. Insbesondere der Leiter des Museums für Kunst und Gewerbe, Max Sauerlandt, war ab 1930 ein wichtiger Förderer. Die Anerkennung, die Ballmer hier genoss, zeigt sich darin, dass seine Bilder in Ausstellungen zusammen mit Werken von Paul Klee und Wassily Kandinsky gezeigt wurden und auch von den Preisveranschlagungen her ähnlich geschätzt waren. 1932 trat Ballmer in die «Sezession» ein. Im intensiven Austausch mit anderen Künstlern wie Rolf Nesch, Richard Haizmann und Willem Grimm trug Ballmer dazu bei, die Arbeit der «Hamburgischen Sezession» auf hohem künstlerischem Niveau weiterzuentwickeln.
Ballmers schriftstellerische Versuche, eine intellektuelle Verständigung zwischen Anthroposophie und zeitgenössischer Philosophie zu etablieren, fand dagegen auf beiden Seiten kaum Resonanz. Seine Interpretation der Anthroposophie als autonomistisches Ideenkunstwerk Steiners machte ihn auch bei dessen Anhängern zum Enfant terrible; er selbst sah sich als «Aussenseiter» und «Ketzer» innerhalb der anthroposophischen Bewegung. Als er in den 50er Jahren zunehmend Kritik an anthroposophischen Veröffentlichungen äusserte, die seiner Meinung nach in ihrer Scheinwissenschaftlichkeit den Kern der Steinerschen Sache verrieten und dessen Ansehen schädigten, wurde er geradezu geächtet und totgeschwiegen.
Als nach der nationalsozialistischen Machtergreifung der politische Druck zur Gleichschaltung der «Sezession» zu stark wurde, erklärte Ballmer seinen Austritt. Die Künstlergruppe selbst löste sich etwas später, am 16. Mai 1933, durch eigenen Beschluss auf und setzte das Vereinsvermögen in Champagner um, den sie am gleichen Abend vertrank. Mit der Selbstauflösung reagierten die Künstler auf Repressionen gegenüber jüdischen sowie politisch unbeugsamen nichtjüdischen Mitgliedern, insbesondere auf die Forderung, alle jüdischen Mitglieder auszuschliessen. Diese Demütigung und die vorhersehbare Zwangsauflösung haben sie damit vermieden.
1937 beschlagnahmten staatliche Behörden in der Aktion «Entartete Kunst» Werke von Ballmer und belegten ihn mit Berufsverbot. Im selben Jahr heiratete Ballmer seine langjährige Lebensgefährtin Katharina van Cleef und zog mit ihr in ein neugebautes Atelierhaus in Glinde bei Hamburg. Unter den Gästen des Richtfestes war der junge Samuel Beckett, der Ballmer in seinem Atelier besucht hatte und ihn noch Jahrzehnte später als «grossen unbekannten Maler» pries. Doch war das Paar – van Cleef stammte aus einer jüdischen Familie – auch im ländlichen Glinde nicht sicher vor rassistischen Anfeindungen. Es verliess deshalb Glinde im September 1938 und zog in die Schweiz. Nach einigen Monaten in Basel liessen sich Ballmer und seine Frau im Tessin nieder, zunächst in Melide, ab November 1941 in Lamone bei Lugano.
Bis zu seinem Tod lebte Ballmer hier in relativer Abgeschiedenheit. Den Anschluss an die Schweizer Kunstszene fand er nicht – er suchte ihn auch nicht offensiv –, malte jedoch weiterhin. 1947 hatte ihn die wiedergegründete «Hamburgische Sezession» eingeladen, Mitglied zu werden und an einer Ausstellung teilzunehmen. Es kam jedoch zu keiner dauerhaften Zusammenarbeit mehr.
Ballmer studierte alle ihm erreichbaren Neuerscheinungen über Philosophie, Theologie und Anthroposophie, nahm über Pressedienste und Radio am kulturellen Leben des deutschsprachigen Raumes teil und meldete sich immer wieder über Zeitungsartikel und Briefe an Persönlichkeiten des öffentlichen Lebens zu Wort.
Seine Leidenschaft – wie sie aus den tausenden Briefen und Manuskriptblättern spricht, die im Staatsarchiv Aargau liegen – galt der Formulierung einer universellen Weltanschauung, die er auf höchst eigenwillige Art aus der Anthroposophie entwickelte. An welcher philosophischen, theologischen oder auch physikalischen Einzelfrage er auch anknüpfte, stets ging es ihm ums Ganze, um die (jedoch antitheistisch verstandene) Gottesfrage, um das mit Steiner geteilte Anliegen, «den Menschen von den Fundamenten her aufzuerbauen». Seine Antworten und Fragen – er vertrat die These, erst aus aufgefundenen Antworten könnten Fragen entwickelt werden – können sich dabei an keine Disziplingrenzen halten. Ballmers dichte, holzschnittartige Sprache ist schwer verständlich und will sich nicht an akademischen Kriterien messen lassen. Die «Wirklichkeit des Widerspruchs», in traditionell-abendländischer Wissenschaft verdrängt oder marginalisiert, ist ihm geradezu Wahrheitskriterium.
Ballmers «postmodern» anmutende Thesen lassen fast an den späteren Radikalen Konstruktivismus denken, haben aber gleichzeitig ein eindeutig sensualistisches Moment, was sicherlich auf Steiners Antikantianismus und letzten Endes auf Goethe zurückgeht. In den letzten Lebensjahren bezeichnete er seine Philosophie sogar in Gänze als eine «schlichte Lehre vom Sinneswahrnehmungswesen» oder, in Anknüpfung an Herman Schmalenbach, als «Lehre vom Sichwahrnehmbarmachen des Logos».

## Werk und Rezeption
Ballmers malerisches Werk erlangte kurz vor und dann nach seinem Tod vor allem in der Schweiz wieder Bekanntheit. Die grosse Retrospektive zum 100. Geburtstag umfasste den grössten Teil des zugänglichen Werkes und ist in einem Bildband dokumentiert. Auch umfangreiche biographische Informationen sind hier enthalten.
Im Zuge der historischen Wiederentdeckung der «Hamburgischen Sezession» und der von den Nationalsozialisten zerstörten jungen noch unetablierten künstlerischen Bestrebungen (als «Verlierer der Kunstgeschichte») ist Ballmer auch in Deutschland seit den 90er Jahren wieder als Maler entdeckt worden.
Die schriftstellerische Hinterlassenschaft führt eher ein Dornröschendasein. Ballmer gründete 1953 mit Hilfe seines Freundes Hans Gessner den «Verlag Fornasella», der inzwischen nach Deutschland umgesiedelt ist und weiterhin Schriften Ballmers herausgibt. Seit 1994 gibt der deutsch-französische Verlag «Edition LGC» Schriften aus dem umfangreichen Nachlass heraus.

## Publikationen
- Anthroposophen und soziale Frage. 1919, 2. Aufl. 2004, ISBN 978-3-945357-05-7.
- Drei Vorträge über Kunst. Gehalten zu Dornach 1920, 2. Aufl. 1996, ISBN 978-3-945357-19-4.
- Rudolf-Steiner-Blätter Nr. 1. Hamburg 1928, 2. Aufl. 2005, ISBN 978-3-945357-36-1.
- Rudolf-Steiner-Blätter Nr. 2. Hamburg 1928, 2. Aufl. 2005, ISBN 978-3-945357-37-8.
- Rudolf-Steiner-Blätter Nr. 3/4. Hamburg 1929, 2. Aufl. 2005, ISBN 978-3-945357-38-5.
- Rudolf Steiner und die jüngste Philosophie, Heft 5 der Rudolf-Steiner-Blätter. Hamburg 1929, 2. Aufl. 1990, ISBN 978-3-945357-39-2.
- Ernst Haeckel und Rudolf Steiner. Hamburg 1929, 3. Aufl. 2003, ISBN 978-3-945357-25-5.
- Das Goetheanum Rudolf Steiners. In: Bau-Rundschau. Hamburg 1930, 2. Aufl. 2004, ISBN 978-3-945357-10-1.
- Aber Herr Heidegger! Zur Freiburger Rektoratsrede Martin Heideggers. Mit einem Vorwort von Fritz Eymann. Basel 1933, ISBN 978-3-945357-02-6.
- Der Macher bin ich, den Schöpfer empfange ich. 1933, 3. Aufl. 2007, ISBN 978-3-945357-13-2.
- Rembrandt oder die Tragödie des Lichts. 1933, 2. Aufl. 2000, ISBN 978-3-945357-33-0.
- A. E. Biedermann heute! Zur theologischen Aufrüstung. Bern 1941, ISBN 978-3-945357-01-9.
- Abgefertigt durch Karl Ballmer. 1941, ISBN 978-3-945357-03-3.
- Das Christentum der Berner Universität. Aarau 1941, ISBN 978-3-945357-08-8.
- Ein Schweizerischer Staatsrechtslehrer: Karl Barth. Melide 1941, ISBN 978-3-945357-22-4.
- Das Christus-Buch des Freisinns. 1941, ISBN 978-3-945357-09-5.
- Römerzug in Germanien? Aarau 1941, 2. Aufl. 2015, ISBN 978-3-945357-35-4.
- Der erste Rektor der Zürcher Universität. Zürich 1946, 3. Aufl. 2005, ISBN 978-3-945357-12-5.
- Requiem (zum Tode von Eberhard Grisebach). Zürich 1946, 3. Aufl. 2005, ISBN 978-3-945357-34-7.
- «Wissenschaft». Aarau 1946, 2. Aufl. 1996, ISBN 978-3-945357-42-2.
- Marginalien 1 – Zum Problem der Wiederverkörperung. 1949, 2. Aufl. 2005, ISBN 978-3-945357-28-6.
- Elf Briefe über Wiederverkörperung. Besazio 1953, ISBN 978-3-945357-23-1.
- Briefwechsel über die motorischen Nerven. Besazio 1953, ISBN 978-3-945357-07-1.
- Editorin Marie Steiner. Besazio 1954, ISBN 978-3-945357-20-0.
- Philologin Marie Steiner. Besazio 1954, ISBN 978-3-945357-30-9.
- Eure «Wiedervereinigung», Brief nach Deutschland. 1956. In: Hans Gessner: Die Rolle der Persönlichkeit im Weltgeschehen. 2. Aufl. 2004, ISBN 978-3-945357-48-4.
- Die erste Mitteilung über soziale Dreigliederung. In: Zur sozialen Frage (s. unten). Besazio 1957.

Postume Veröffentlichungen
- Deutschtum und Christentum in der Theosophie des Goetheanismus. Besazio 1966, 2. Aufl. 1995, ISBN 978-3-945357-14-9.
- Troxlers Auferstehung. Besazio 1966, ISBN 978-3-945357-40-8.
- Zur sozialen Frage (enthält den Aufsatz Die erste Mitteilung über soziale Dreigliederung). Besazio 1966, 2. Aufl. 2002/2004, ISBN 978-3-945357-43-9.
- Die Judenfrage. Besazio 1975, 2. Aufl. 2003, ISBN 978-3-945357-16-3.
- Die Zukunft des deutschen Idealismus. Besazio 1975, zzt. vergriffen.
- Marginalien 2 (Sinnenwirkung). Besazio 1975, 2. Aufl. 2005, ISBN 978-3-945357-29-3.
- Erlösung der Tiere durch Eurythmie. Zu Rudolf Steiners «Eurythmie». Besazio 1976, 2. Aufl. 2010, ISBN 978-3-945357-24-8.
- Die Aktie, Symbol der Schande. Besazio 1976, 2. Aufl. 2000, ISBN 978-3-945357-15-6.
- «Geistige Landesverteidigung?» Besazio 1976, 2. Aufl. 2005, ISBN 978-3-945357-27-9.
- Philosophische Plaudereien, minima contra gentiles. Besazio 1976, 2. Aufl. 2000, ISBN 978-3-945357-31-6.
- Fünf Aufsätze, die soziale Frage betreffend. Besazio 1976, 2. Aufl. 2009, ISBN 978-3-945357-26-2.
- Das Konfessionenproblem in der Schweiz. Besazio 1977, 2. Aufl. 2004, ISBN 978-3-945357-11-8.
- Begegnung mit Bruder Klaus. Besazio 1978, 2. Aufl. 2015, ISBN 978-3-945357-06-4.
- Problem der Physik. Besazio 1978, 2. Aufl. 2002, ISBN 978-3-945357-32-3.
- Rudolf Steiners Philosophie der Freiheit als Analyse des Christusbewusstseins. In: Deutschtum und Christentum in der Theosophie des Goetheanismus. Besazio 1979, zzt. vergriffen.
- Von der Natur zur Schöpfung. Thomismus und Goetheanismus. Besazio 1979, 2. Aufl. 2003, ISBN 978-3-945357-41-5.
- Anthroposophie und Christengemeinschaft (aus: Rudolf-Steiner-Blätter Nr. 3/4). Besazio 1980, zzt. vergriffen und Siegen 1995, ISBN 3-930964-52-X.
- Abschied vom «Leib-Seele-Problem». Siegen 1994, ISBN 3-930964-21-X.
- Die moderne Physik, ein philosophischer Wert? Siegen 1994, ISBN 3-930964-20-1.
- Synchronizität. Gleichzeitigkeit, Akausalität und «Schöpfung aus dem Nichts» bei C. G. Jung und Rudolf Steiner. Siegen 1995, ISBN 3-930964-25-2.
- Das Ereignis Rudolf Steiner. Siegen 1995, ISBN 3-930964-51-1.
- Max Stirner und Rudolf Steiner. Vier Aufsätze. Siegen 1995, ISBN 3-930964-24-4.
- Deutsche Physik – von einem Schweizer. Siegen 1995, ISBN 3-930964-50-3.
- Anknüpfend an eine Bemerkung über James Joyce. Siegen 1996, ISBN 3-930964-23-6.
- Die Überwindung des Theismus als Gegenwartsaufgabe. Siegen 1996, ISBN 3-930964-53-8.
- Umrisse einer Christologie der Geisteswissenschaft. Texte und Briefe, hg. v. Karen Swassjan. Verlag am Goetheanum, Dornach 1999, ISBN 3-7235-1072-8.
- Die Karma-Orientierung der Erkenntnisfrage. Besazio 2004, ISBN 978-3-945357-17-0.
- Ehrung – des Philosophen Herman Schmalenbach. Siegen 2006, ISBN 3-930964-56-2.
- Ein neuer Galilei? Besazio 2006, ISBN 978-3-945357-21-7.
- Briefwechsel über die motorischen Nerven – Erweiterte Neuausgabe. In: Edition LGC, Siegen, 2013.

## Ausstellungen
- 2007: Geflohen aus Deutschland. Hamburger Künstler im Exil 1933–1945. Museum für Hamburgische Geschichte, Hamburg 2007.
- 2016/2017: Karl Ballmer – Kopf und Herz. Aargauer Kunsthaus, Aarau; 28. August bis 13. November 2016[6][7]; 5. März bis 18. Juni 2017 Ernst Barlach Haus Hamburg.